# Hans-Jörn Brandenburg
Hans-Jörn Brandenburg (* 1957 in Bardowick) ist ein deutscher Musiker und Komponist.

## Leben
Brandenburg studierte Musik in Hannover (u. a.bei Helmut Lachenmann) und Hamburg mit den Schwerpunkten Schulmusik, Tonsatz und Musikethnologie. Mitte der Achtziger war er Keyboarder bei der Hamburger Band Felix de Luxe. Als musikalischer Leiter des Deutschen Schauspielhauses in Hamburg arbeitete er mit der britischen Band The Tiger Lillies zusammen und arrangierte die Musik zu deren Bühnenstück Shockheaded Peter. Für die 2003 zum Grammy nominierte CD The Gorey End arrangierte er für das Kronos Quartet die Streicher. Als Komponist schuf er Bühnenmusiken zu Inszenierungen von Regisseuren wie Michael Bogdanov, Nicolas Stemann, Frank Castorf, Klaus Pohl, George Tabori und Robert Wilson. Wilson brachte 1989 am Thalia Theater in Hamburg das Stück The Black Rider heraus. Brandenburg war auch in dieser Produktion der musikalische Leiter und Musiker. Die Musik schrieb Tom Waits, mit dem er gemeinsam die Arrangements erarbeitete. Mit dem US-Amerikaner Wilson arbeitete er dann ab 2003 wieder zusammen als musikalischer Leiter der Produktion Leonce und Lena von Georg Büchner, die im Berliner Ensemble vorgestellt wurde. Komponist der Bühnenmusik war diesmal Herbert Grönemeyer. Brandenburgs Arrangements zu dieser Musik sind mittlerweile auch als CD erhältlich. 2005 kam es im Berliner Ensemble zu erneuten Arbeit mit Robert Wilson. Für die Shakespeare-Produktion von Ein Wintermärchen schrieb diesmal Brandenburg selbst die Musik und leitete die Band, die live zur Aufführung spielte. 2007 bis 2020 war er musikalischer Leiter für Robert Wilsons Inszenierung der Dreigroschenoper ebenfalls am Berliner Ensemble. Als musikalischer Leiter betreute er 2009 die Produktion Sonette, wo Rufus Wainwright die Musik schrieb, 2013 die Produktion Peter Pan mit der Musik von CocoRosie und 2015 die Produktion FAUST 1+2  mit der Musik von Herbert Grönemeyer.
Im April 2010 war ein Höhepunkt des Europäischen Festivals für anderes Musiktheater – OpenUp die Aufführung der Gala Helden der Oper, die von der Puppenbauerin Suse Wächter und Brandenburg erdacht war. Die Gala fand in der Neuköllner Oper in Berlin statt.
2013 gründet er zusammen mit dem Percussionisten Thomas Wydler die Band Tanger trio & ensemble mondaine und veröffentlicht auf dem Londoner Label Bronze rat/Series Aphonos eine gleichnamige CD/Vinyl Produktion.
2016 absolviert Brandenburg eine Künstlerresidenz am Watermill Center, New York.
Im Bereich Filmmusik verbindet Brandenburg eine langjährige Zusammenarbeit mit Julian Rosefeldt (Deep Gold 2013, Manifesto 2015) und Jean Boué (Alkoholkinder 2018, Die Unerhörten 2019, Die letzten Reporter 2020).
2017 veröffentlicht Brandenburg zwei Bände mit neuer Klaviermusik (Winter in Tangier, Noir & Blanc) bei dem deutsch-amerikanischen Musikverlag FM score.
2019 beginnt eine Zusammenarbeit mit dem schwedischen Songwriter / Lapsteel-Instrumentalisten Fredrik Kinbom und die Veröffentlichung ihrer ersten Produktion Madame Vega auf dem Londoner Label FLOAT 2021.